# Barwy proste
| kolor        | długość fali [nm] | częstotliwość [THz] |
| ------------ | ----------------- | ------------------- |
| czerwony     | ~ 635-770         | ~ 480-405           |
| pomarańczowy | ~ 590-635         | ~ 510-480           |
| żółty        | ~ 565-590         | ~ 530-510           |
| zielony      | ~ 520-565         | ~ 580-530           |
| cyjan        | ~ 500-520         | ~ 600-580           |
| niebieski    | ~ 450-500         | ~ 670-600           |
| indygo       | ~ 430-450         | ~ 700-670           |
| fioletowy    | ~ 380-430         | ~ 790-700           |

Rozszczepienie światła przez pryzmat

Barwy proste (monochromatyczne, widmowe) – barwy otrzymane przez rozszczepienie światła białego.
Barwa prosta to wrażenie wzrokowe wywołane falą elektromagnetyczną o konkretnej długości z przedziału fal widzialnych czyli ok. 380 nm - ok. 770 nm (podaje się tutaj różne podobne zakresy, normy nigdy nie będzie, bo nie można sztywno określić granic fizjologicznych ludzkiego wzroku). W rzeczywistości dobrze widzialne barwy to jeszcze węższy zakres (400-700). Tylko z barw prostych składa się tęcza, załamanie światła w krysztale, odbicie w płytce kompaktowej, a nawet w dostatecznie cienkiej plamie oleju samochodowego na kałuży. Barwami prostymi (trzema konkretnymi wybranymi barwami prostymi) świeci kolorowy kineskop, jeśli przyjrzymy mu się z bliska (jednak u różnych producentów bywają to odmienne barwy). W naturze barwy proste są rzadkością. 
Barwy proste to stopniowo zmieniające się barwy od fioletu poprzez indygo, niebieski, zielony, żółty, pomarańczowy, czerwony aż do purpury. Zakłada się, że skrajna purpura jest takim samym kolorem jak skrajny fiolet. Ponieważ jednak pojęcie samego koloru jest pojęciem nienaukowym (wynika jedynie z psychicznych, indywidualnych wrażeń każdego człowieka), to konkretne barwy proste określa się wyłącznie podając ich długość. Barwy proste są nierozszczepialne i stanowią w postaci mieszanin wszystkie pozostałe kolory widziane przez człowieka. Te pozostałe barwy to barwy złożone.